# Blue Sunshine
Blue Sunshine es el único disco del supergrupo británico The Glove, lanzado por primera vez en 1983. Este álbum fue principalmente una diversión para Robert Smith, cantante, guitarrista y líder del grupo The Cure y para Steven Severin, bajista de Siouxsie And The Banshees cuando ambos estaban bajo mucha presión en sus respectivas bandas. 
A Smith se le prohibió cantar en otra banda que no fuera de su compañía discográfica. Fue entonces cuando reclutaron a la bailarina Jeanette Landray, que estaba saliendo durante ese tiempo con el baterista de los Banshees, Budgie para cantar la mayoría de las pistas de la versión original. Smith sólo cantó en «Mr. Alphabet says» y «Perfect murder». Otros músicos que participaron en este proyecto fueron el baterista Andy Anderson, el guitarrista Porl Thompson,  que más tarde se unieron a The Cure, y el teclista Martin McCarrick, que se unió a Siouxsie And The Banshees también al cabo de poco.
En 2006, el álbum fue digitalmente remasterizado y relanzado por Rhino Records, con un disco extra en el que Smith y Matthew Bradley cantaban las demos de estudio de las canciones en lugar de la voz de Landray.

## Lista de canciones
Todas las letras escritas por Severin/Smith, toda la música compuesta por Severin/Smith. 
| N.º | Título                  | Letras        | Duración |  |
| 1.  | «Like an animal»        | Smith         | 4:44     |  |
| 2.  | «Looking glass girl»    | Severin       | 4:56     |  |
| 3.  | «Sex-eye-make-up»       | Smith         | 4:24     |  |
| 4.  | «Mr. Alphabet says»     | Severin       | 3:50     |  |
| 5.  | «A blues in drag»       |               | 3:12     |  |
| 6.  | «Punish me with kisses» | Severin/Smith | 3:40     |  |
| 7.  | «This green city»       | Severin       | 4:34     |  |
| 8.  | «Orgy»                  | Severin       | 3:19     |  |
| 9.  | «Perfect murder»        | Smith         | 4:28     |  |
| 10. | «Relax»                 |               | 6:03     |  |

| 1990 pistas extras |                                             |        |          |  |
| N.º                | Título                                      | Letras | Duración |  |
| 11.                | «Mouth to mouth»                            | Smith  | 5:35     |  |
| 12.                | «The tightrope»                             |        | 3:12     |  |
| 13.                | «Like an animal [12" Club? What Club? Mix]» | Smith  | 6:35     |  |

| Reedición de 2006 en CD con pistas extras |                                             |          |  |
| N.º                                       | Título                                      | Duración |  |
| 11.                                       | «The man from nowhere»                      | 1:46     |  |
| 12.                                       | «Mouth to mouth»                            | 5:40     |  |
| 13.                                       | «Punish me with kisses (Mike Hedges Mix)»   | 3:30     |  |
| 14.                                       | «The tightrope»                             | 3:22     |  |
| 15.                                       | «Like an animal (12" Club? What Club? Mix)» | 5:38     |  |

| Edición Deluxe de 2006 con disco extra |                                                                       |          |  |
| N.º                                    | Título                                                                | Duración |  |
| 1.                                     | «Like an animal»                                                      | 4:38     |  |
| 2.                                     | «Looking glass girl»                                                  | 4:28     |  |
| 3.                                     | «Sex-eye-make-up»                                                     | 4:27     |  |
| 4.                                     | «Mr. Alphabet says»                                                   | 4:06     |  |
| 5.                                     | «A blues in drag»                                                     | 3:11     |  |
| 6.                                     | «Punish me with kisses»                                               | 3:30     |  |
| 7.                                     | «This green city»                                                     | 4:31     |  |
| 8.                                     | «Orgy»                                                                | 3:41     |  |
| 9.                                     | «Perfect murder»                                                      | 4:04     |  |
| 10.                                    | «Relax»                                                               | 6:15     |  |
| 11.                                    | «The man from nowhere (mezcla alternativa instrumental)»              | 1:47     |  |
| 12.                                    | «Mouth to mouth»                                                      | 6:06     |  |
| 13.                                    | «Opened the box (A waltz)»                                            | 1:29     |  |
| 14.                                    | «The Tightrope (almost time)»                                         | 3:14     |  |
| 15.                                    | «And all around us the mermaids sang (también conocida como Torment)» | 3:26     |  |
| 16.                                    | «Holiday 80 (mezcla original instrumental)»                           | 1:45     |  |

## Créditos
Todas las canciones fueron escritas, arregladas y tocadas por Steven Severin y Robert Smith. Jeanette Landray interpretó todas las canciones en la versión original, excepto «Mr. Alpabet says» y «Perfect murder» que estuvieron interpretadas por Robert Smith.
- Robert Smith: Voz, guitarra, bajista, teclista y varios instrumentos. Porl Thompson, Andy Anderson
- Steven Severin: Bajista, teclista y varios instrumentos.
- Jeanette Landray: Vocalista principal
- Andy Anderson: Baterista}
- ((Porl Thompson)) : ((Guitarra))
- Matthew Bradley: Vocalista (en la edición remasterizada de 2006)
- Martin McCarrick, Ginny Hewes, Anne Stephenson: Cuerdas[4]
- Producido por: Merlin Griffiths, Robert Smith, Steven Severin